# Pontoglio
Pontoglio är en ort och kommun i provinsen Brescia i regionen Lombardiet i Italien. Kommunen hade 6 880 invånare (2018).